# Тръстиково (област Бургас)
 За другото българско село вижте Тръстиково (Област Варна).  
Тръстѝково е село в Югоизточна България, община Камено, област Бургас.

## География
Село Тръстиково се намира на около 19 km запад-югозападно от центъра на областния град Бургас, около 16 km южно от общинския център Камено и около 11 km североизточно от град Средец. Разположено е в Бургаската низина, край левия (северния) бряг на Русокастренска река. Надморската височина в центъра на селото при сградата на кметството е около 10 m, нараства до около 15 m в северния му край, а на юг при реката намалява до около 3 m.
Общински път на северозапад свързва Тръстиково през село Ливада със село Русокастро, а на югоизток – със село Константиново и връзка с второкласния републикански път II-79 (Елхово – Средец – Бургас). Републикански път III-7907 води от Тръстиково на североизток към село Полски извор, а на юг – към село Дебелт и връзка с второкласния републикански път II-79.
Землището на село Тръстиково граничи със землищата на: село Полски извор на север; село Черни връх на североизток; село Константиново на изток и югоизток; село Дебелт на юг; село Дюлево на югозапад; село Ливада на запад; село Равнец на северозапад.

## История
Години преди Освобождението от османско владичество землището на с. Тръстиково се състояло от 32000 дюлюма и влизало във владението на една султанка – жена на черкезки вожд. По-късно то било наследено от нейния син Риза бей. А той го продал на черкезина Исмаил бей от Карнобат. След време и Исмаил бей решил да го продаде. Половината от имението – 16000 дюлюма, той продал на черкезите от с. Сазлъкьой. Това село се намирало в местността Юрутлука – на разстояние около 1 км от сегашното село, и брояло около сто къщи.
Главна роля за създаването на сегашното село Тръстиково имал българинът Тодор Пенчев, родом от с. Кулчулар. Той бил заподозрян като революционер в Старозагорския район. Преселил се в с. Топузларе, но и там бил открит. Решил да избяга в Русия. Потърсил помощ от френския консул в Бургас. Там се запознал с Исмаил бей, който му предложил да изкупи останалата му земя от 16000 дюлюма, като привлече свои роднини и познати от родния си край. Пенчев обаче отказал и с помощта на консула заминал с гемия за Русия. Но скоро се разочаровал и се върнал в родината си. В пределите на турската империя още с идването си бил заподозрян като опасен московец, заловен и подкаран за Цариград. За щастие, по пътя срещнали Исмаил бей. Той познал Пенчев и се застъпил за освобождаването му, като гарантирал за него. Тогава беят отново предложил имота си и Тодор Пенчев обещал да организира изкупуването на останалата земя на бея. С кон той обиколил много села в Хасковско, Старозагорско и Елховско. Отначало се съгласили трийсет и пет семейства, които продали скромните си имоти и последвали Тодор Пенчев. Това били следните семейства: Пенчеви, Демиреви, Михови, Ангелови, Дачеви, Баневи, Куманови, Гочеви, Костови, Статеви, Калъчеви, Проданови и др. По-късно се присъединили още семейства – роднини на преселените. Заселили се в близост до черкезкото село и възприели неговото име Сазлъкьой, за да не предизвикат забрана от турските власти. Това събитие станало през 1868 г. През Освободителната война от 1877 – 1878 г. черкезите избягали в Мала Азия. Но през 1882 г. изпратили свой пълномощник – Хакъ бей, да продаде имотите им. Така земята на сазлъкьойци станала 32000 дюлюма (приблизително толкова декара).
Още през 1874 г. сазлъкьойци открили първото училище, настанено в малка къща. През 1882 г. със свои средства и труд те построили нова, удобна сграда с четири стаи за училище, което по-късно служило за община, кметство и читалище. В близост до него била построена църквата „Свети Димитър“ и се приело празникът на светеца (8 ноември по стар стил) да се провежда чества тържествено от селото. Това станало традиция. През 1933 г. била построена нова църква.
За направата на отводнителна дига и мост на реката голяма заслуга има Господин Проданов – кмет на селото и народен представител.
Развитието на учебното дело се дължи на местните учители Стефан Гръмов и Христо Тодоров – син на Тодор Пенчев. Христо Тодоров имал голям принос за развитието на селото като кмет и общественик. Той бил с добро образование, получено в Цариград.
От Освобождението да 1910 г. общината била в с. Русокастро. От 1910 г. до 1934 г. село Тръстиково е самостоятелна община. Селото се разраства значително след идването на бежанците от Лозенградско през 1912 – 1913 г., по време на Балканската война.
По решение на Министерския съвет през 1932 г. било наредено селищата с турско название да се преименуват. По препоръка на Министерството бил направен непълен превод на „Сазлъкьой“ и от същата година селото приело името „Тръстиково“.
От 1934 г. до 1952 г. общината била в с. Черни връх, а от 1952 г. до 1979 г. село Тръстиково станало център на община, в която влизали още селата Черни връх, Полски извор, Константиново и Дебелт.
През 1925 г. била основана всестранна кооперация за подпомагане на селското стопанство и търговията. Главен инициатор и дългогодишен счетоводител на кооперацията бил Михаил Гръмов.
През същата година били оземлени бежанците от Източна Тракия с 40 декара и им били построени къщи.
За развитието на културата в селото се основало през 1927 г. читалище „Народна пробуда“ под ръководството на Обрешко Обрешков. Провеждала се библиотечна и театрална самодейност. Заслуги за просветната и читалищната дейност имал и учителят Рачо Хаджиев.
През 1940 – 1941 г. било завършено ново училище и се открили прогимназиални класове.
През 1948 г. се създало ТКЗС, което през 1950 г. се масовизирало.
През 1958 г. село Тръстиково станало център на обединено ТКЗС, в което влезли селата Черни връх, Полски извор, Константиново и Дебелт. В селското стопанство бързо навлезли механизацията и агротехниката, което станало причина за рекордни добиви.
През 50-те години на XX век била построена сградата на общината (кметството). По това време била създадена и машинно-тракторна станция с район от тринайсет селища.
През 60-те години на XX век били изградени административни сгради на ТКЗС и търговската организация. В с. Тръстиково по това време имало общинска болница с родилно отделение, аптека и изкупвателен пункт за животни. По това време се открива нова сграда и се обзавежда целодневна детска градина за предучилищно възпитание на децата от общината.
Поради недостатъчен брой ученици от 1 септември 2009 г. основното училище „Йордан Йовков“ в село Тръстиково е закрито.

## Население
Населението на село Тръстиково наброява 926 души при преброяването към 1934 г. и 1066 души към 1946 г., намалява до 487 към 1985 г., а към 2020 г. наброява (по текущата демографска статистика за населението) 551 души.

### Етнически състав
Преброяване на населението през 2011 г.
Численост и дял на етническите групи според преброяването на населението през 2011 г.:
|                     | Численост |
| Общо                | 389       |
| Българи             | 369       |
| Турци               | -         |
| Цигани              | -         |
| Други               | 14        |
| Не се самоопределят | -         |
| Неотговорили        | 6         |

## Редовни събития
Всяка година на 8 ноември по стар стил (на 26 октомври по нов стил) с. Тръстиково отбелязва празника на св. Димитър. Този ден е обявен и за празник на селото.